# アロイス・ミッテルフーバー
アロイス・ミッターフーバー （Alois Mitterhuber, 1932年10月16日 - ）はオーストリアの振付師。 

## 概要
ゲストリング・アン・デア・イップスの出身。 
1947年から1949年までマルガレーテンの商業学校に通い、当初は繊維業界に就職していた。 
1954年から1958年までアイスダンサーとして経験を積み、1955年から1958年までディア・ルカのウィーン・バレエ学校で学び、ウィーン・フォルクスオーパーの振付師となった。また、ルチア・ブラウアー、ノラ・キスとウィリー・フランツルの下で研鑽を積み、パリでボリス・トレイリヌ、ミュンヘンでズゼ・プライザー、グスタフ・ブランク、ミシェル・ド・ラトリーの各氏に師事し、ニューヨークでノーマン・トムソンにジャズ・ダンスを学んだ。 
1958年から1964年までウィーン・フォルクスオーパー・バレエのメンバーであり、1964年から1967年まで同バレエのリードダンサーを務め、ミュンヘンのバイエルン国立歌劇場のソリストも務めた。 
1963年からクライネ・ウィーン・バレエの共同創設者となり、ストラヴィンスキーの三楽章の交響曲によるバレエの振付を行った。 
1967年から1974年までアン・デア・ウィーン劇場のバレエの監督に就任し、フランシス・バートの『ゴーレム』やペーター・ロンネフェルトの『ペーター・シュレミール』等、多くの振付を行った。この間、テレビ用のバレエもいくつか手がけた。 
自身のバレエ学校の運営やフリーランスのアーティストとしての仕事に加えて、ウィーン市立音楽院のダンス科の教授を務めた。 
2010年に自伝『ダンス-私の人生アーティストの人生の思い出』を出版。

## 賞
- ウィーン国家黄金勲章 （2009）[2]

## 註
1. ↑  ISBN 978-3-9900320-8-4. – DNB, abgerufen am 29. November 2010.
2. ↑  Mailath überreicht Goldene Auszeichnungen. (Mit Bild). In: wien.gv.at, 25. März 2009, abgerufen am 29. November 2010.

## ウェブリンク
- アロイス・ミッテルフーバーの著作およびアロイス・ミッテルフーバーを主題とする文献 - ドイツ国立図書館の蔵書目録（ドイツ語）より。